# Дружелюбовка (Кировоградская область)
Дружелю́бовка (укр. Дружелюбівка) — село в Добровеличковской поселковой общине Новоукраинского района Кировоградской области Украины.
До 2020 года входило в Добровеличковский район
Население по переписи 2001 года составляло 519 человек. Почтовый индекс — 27007. Телефонный код — 5253. Занимает площадь 1,374 км². Код КОАТУУ — 3521781901.